# Heilig-Geist-Spital (Markgröningen)

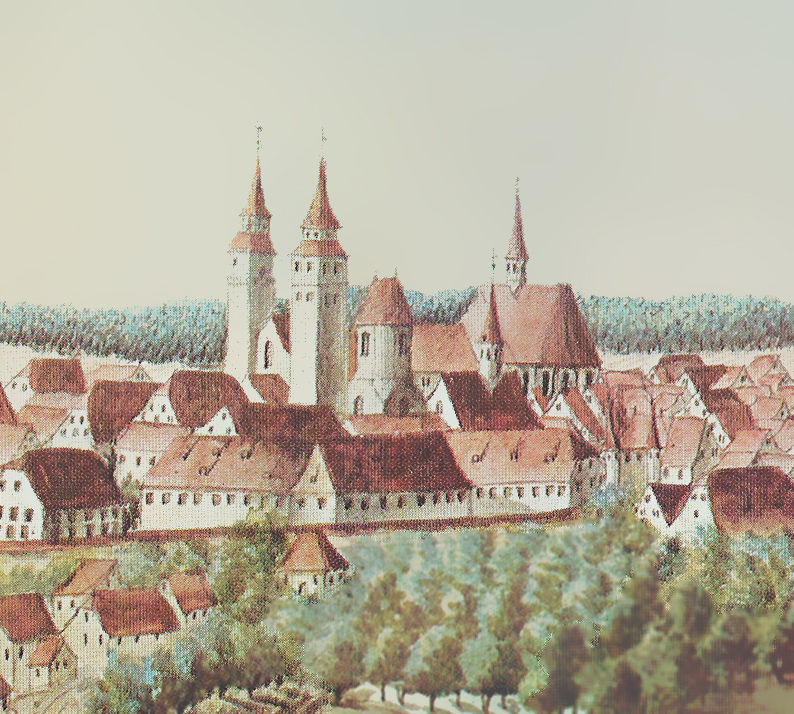
Der vor 1801 noch vollständige Spitalkomplex: Links der Fruchtkasten, hinter dem Halbkreis von Roßstall, Westwerk und Pfründhaus sieht man Kirchendach, Turm und erhöhten Chor. Dahinter ragt die doppeltürmige Bartholomäuskirche heraus. Zentral vor der Stadtmauer ist das Walmdach der Leonhardskapelle für die „Siechen“ zu sehen.

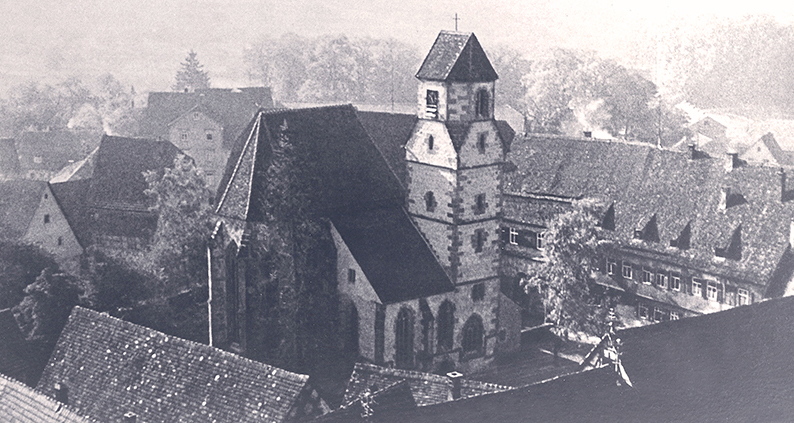
Gebäudekomplex des Heilig-Geist-Spitals vor der zweiten Abbruchswelle (1967)

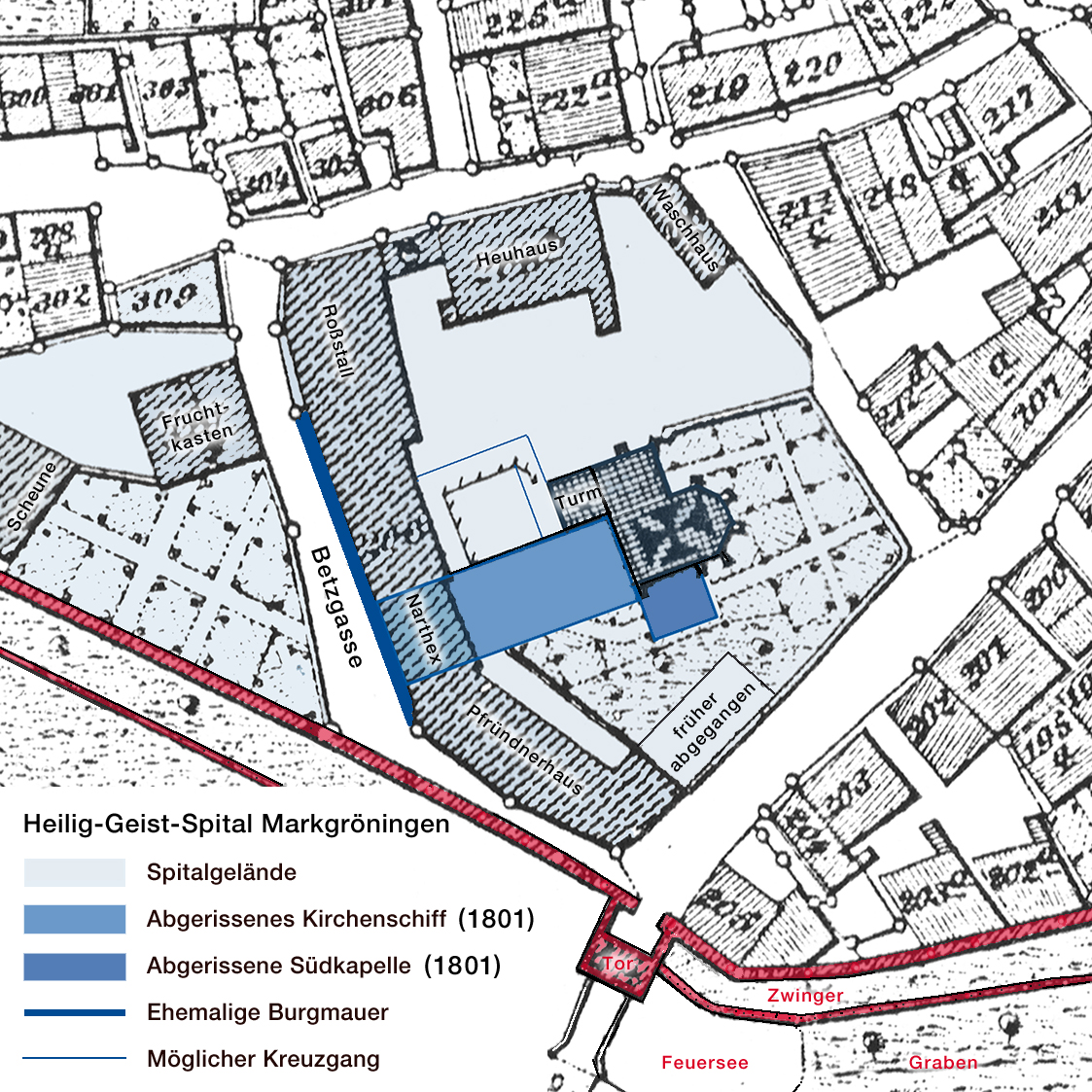
Spitalgelände um 1830: Nach 1800 abgegangene Teile sind rekonstruiert. Stadt- und ehemalige Burgmauer zeugen von der hier ansetzenden Stadterweiterung (13. Jhdt.).

Das Heilig-Geist-Spital in Grüningen, heute Markgröningen im baden-württembergischen Landkreis Ludwigsburg, wurde im 13. Jahrhundert von Brüdern des Heilig-Geist-Ordens begründet, die Spitalkirche 1297 geweiht. Das für Armen- und Krankenpflege zuständige Spital entwickelte sich zu einer Klosteranlage mit reichem Grundbesitz. Nach der Reformation (1534) wurde das Spital in Raten säkularisiert und gelangte 1552 in städtische Obhut. 1801 ließ die Stadt das baufällige Kirchenschiff abbrechen. 1954 schenkte sie den neu zugezogenen Katholiken die Relikte der Spitalkirche, die nach der Sanierung durch einen Anbau ergänzt, 1957 wieder geweiht und 1982 durch einen Neubau aufgewertet wurde.

## Geschichte

### Gründung
Zum Inventar einer mittelalterlichen Stadt gehörte zwingend ein Hospital für die Armen-, Waisen- und Altenfürsorge, die Krankenpflege und die Beherbergung von Pilgern. So wurde das Grüninger Heilig-Geist-Spital alsbald nach der Stadterhebung durch die Staufer vermutlich von Memminger oder Wimpfener Brüdern des Heilig-Geist-Ordens eingerichtet, die sich an die Regeln des Heiligen Augustinus hielten. Der vollständige Name lautete „Hospitalhaus vom Orden des Heiligen Geistes in Sachsen zu Rom in Grüningen“.
Die ersten Belege für die Existenz des Heilig-Geist-Spitals in Grüningen stammen von 1258 und 1289:
- Aus dem Eigenbestand des Grüninger Spitals stammt eine Urkunde von Papst Alexander IV., der am 5. Juni 1258 auf Bitte des Meisters und der Brüder des „Hospitals zum Heiligen Geist in Saxia zu Rom“ befiehlt, „diejenigen, welche sich fälschlich für Brüder dieses Hospitals ausgeben und demselben Almosen entziehen, gefangen zu nehmen und zu strafen“.[3]
- In einer am 21. Mai 1289 von Berthold von Mühlhausen, einem Schwiegersohn von Graf Hartmann II. von Grüningen, ausgestellten Urkunde, wird auf das „Kloster“ in Grüningen verwiesen.[4]

#### Gründungsstifter
Wie in Memmingen (1223), Wimpfen (1238) und anderen Reichsstädten dürfte die nicht dokumentierte Gründung des Grüninger Spitals durch einen staufischen Reichsvogt oder Lehensträger zwischen 1238 (nach Wimpfen) und 1245 im Zuge der in diesem Zeitfenster liegenden Stadterhebung Grüningens erfolgt sein. Hierfür kommt nur Graf Hartmann I. von Grüningen in Betracht. Offenbar setzte der Gründungsstifter Reichsgut dafür ein. Denn die starke und hohe Westmauer des Spitals und ein früherer Graben unter der Betzgasse legen den Schluss nahe, dass hier eine ehemalige Burg, vielleicht sogar die legendäre Königspfalz, umgewidmet wurde, nachdem in der Nordwestecke der erweiterten Stadt eine neue Burg angelegt worden war. Für diese These spricht auch die Erweiterungsfuge zwischen der Burgmauer des Spitals und der Stadtmauer (siehe Stadtplanausschnitt).

#### Kirchweihe
Anfangs dürfte die ehemalige Burgkapelle, der künftige Narthex der später erbauten Spitalkirche, als Andachtsraum gedient haben. Die dreischiffige Basilika der Spitalkirche wurde am Palmsonntag (25. März) 1297 von Weihbischof Bonifatius von Knin in Vertretung des Würzburger Bischofs Manegold von Neuenburg geweiht, obwohl Grüningen zum Bistum Speyer gehörte. Der Speyrer Bischof Friedrich von Bolanden gewährte 1301 allen künftigen Wohltätern des jungen Spitals 40 Tage Ablass, ebenso 1318 der „Bruder Ysnardus“, (Titular-)Patriarch von Antiochien, möglicherweise derzeit Großmeister des Ordens in Rom. Darauf erfolgten auch Stiftungen von Niederadligen und Grüninger Bürgern, worauf sich 1552 der Vogt Michael Volland unter Verweis auf seine Vorfahren namens Schultheiß berief. Zu den ersten bekannten Stiftern zählten zudem die Witwe Heinrichs von Lauffen (1313) und der in Asperg ansässige Burkhardt von Hagenau (1318).

### Hierarchien
Die Grüninger Niederlassung unterstand bis mindestens 1306 dem Memminger Spitalmeister und spätestens ab 1348 dem oberalemannischen Provinzialmeister in Stephansfeld, der sich bedingt durch eine Schenkung Kaiser Friedrichs II. nicht nur dem Großmeister in Rom, sondern auch dem Erzbischof von Mainz zu verantworten hatte und sich im 16. Jahrhundert vergebens gegen dessen Ablassverbot zu wehren suchte. Mitunter mischte sich der Papst aber auch direkt ein oder entsendete Inquisitoren nach Grüningen.
Im 1322 von Markgraf Rudolf IV. von Baden gegründeten und 1323 dem Spialorden übergebenen Spital in Pforzheim setzte der Grüninger Meister bis 1500 den Pforzheimer Spitalmeister ein. 1513 erhielten die Grüninger Spitalbrüder die päpstliche Erlaubnis, über ihrer schwarzen Kutte mit Spitalkreuz auf der Brust „wie die höhere Geistlichkeit eine Halskrause, den sogenannten Mantelkragen zu tragen“. Unter den Geistlichen im Herzogtum Württemberg genoss der Grüninger Spitalmeister eine hohe Stellung, in der Rangfolge vor dem Propst der Stuttgarter Stiftskirche. Den 1521 zwischen Spitalmeister Johannes Betz und dem Stadtpfarrer Reinhard Gaißer entbrannten Streit um die geistliche Rangfolge in Grüningen entschied der Speyrer Bischof Georg von der Pfalz jedoch zugunsten des Stadtpfarrers.
Im Spital stand der Spitalmeister nicht nur den Ordensbrüdern vor, sondern auch einer Reihe von Angestellten: Diese Knechte und Mägde dienten nicht nur als Haushaltshilfen, Bewirtungs- und Pflegepersonal, sondern besorgten auch den beträchtlichen landwirtschaftlichen Eigenbetrieb und die Einlagerung der Abgaben der zahlreichen Pächter von spitaleigenen Äckern, Gärten und Weinbergen, Wiesen, Weiden und Wäldern. 1444/45 weisen die überlieferten Spitalrechnungen neben dem Spitalmeister zwölf Brüder sowie zehn Knechte und Mägde aus. In Erntezeiten kamen noch Tagelöhner hinzu. Zeitweise hatte das Spital auch einen eigenen „Pfister“ (Bäcker). Die Ziegelei an der Vaihinger Steige und die Spitalmühle im Glemstal wurden in der Regel verpachtet.

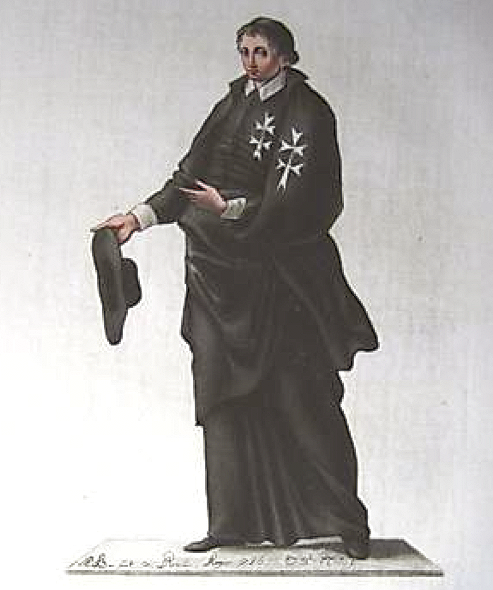
Habit der Spitalbrüder

### Privilegien
Das Spital verfügte traditionell über lukrative Privilegien, weshalb Heyd es als „päpstliches Schoßkind“ bezeichnete. Als sie mehr und mehr in Frage gestellt wurden, stellte Spitalmeister Johannes Betz die Privilegien nach 1513 inklusive Belegen für deren Verleihung zusammen, konnte sie jedoch nicht mehr vollumfänglich durchsetzen:
- Exemption: Unabhängigkeit und Steuerfreiheit gegenüber dem Landesherrn und dem Bischof von Speyer
- Beichtvollmacht: das heißt das Recht, überall die Beichte abzunehmen und Bußen aufzuerlegen bzw. Sünden zu vergeben
- Petition: einerseits das Recht, überall und vorrangig zu predigen und das Opfer einzunehmen, andererseits die ungehinderte Almosensammlung im Bistum Konstanz und im östlichen Teil des Bistums Speyer
- Ablass: zeitlich begrenzte Verschonung vor dem Fegefeuer für eine materielle Gegenleistung
- Darüber hinaus hatte der Spital-Konvent in gewissen Fällen quasirichterliche Entscheidungskompetenzen, zum Beispiel für Vergleiche oder bei Vermächtnissen zugunsten der Kirche.[16]

### Misswirtschaft und Blütezeit

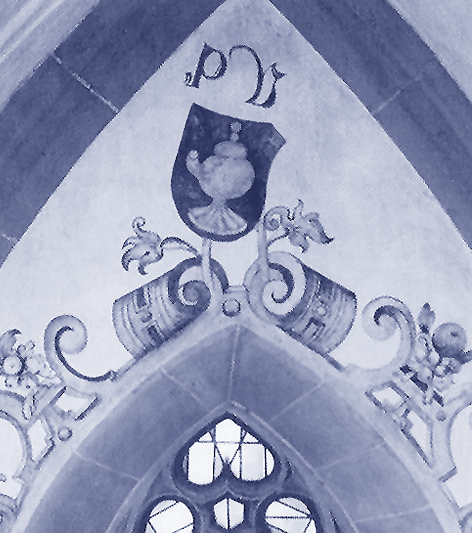
Wappen und Initialen des Mäzens Philipp Volland – prominent platziert im Chor

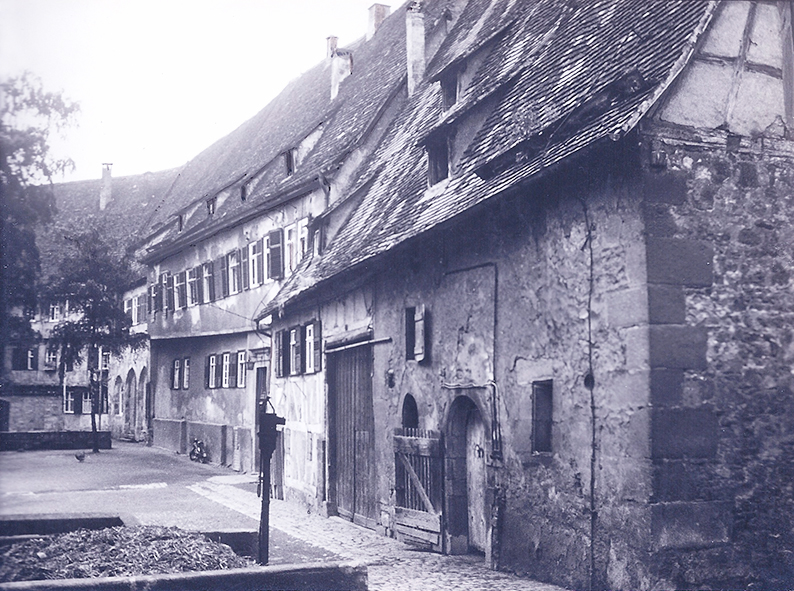
Großteils abgerissener Gebäudetrakt, im Vordergrund der „Roßstall“ von 1488

1404 erwarb das reich begüterte Spital die Kilianskirche in Bissingen/Enz, 1411 die außerhalb der Stadt stehende Peterskirche in Bietigheim/Enz sowie die Pfarrrechte in Mühlhausen/Enz. Obwohl das Spital Einkünfte aus 26 bis 34 Orten bezog und der karitative Auftrag eher auf Schmalspur betrieben wurde, gerieten die Ausgaben der konsumfreudigen Spitalbrüder allzu oft höher als die Einnahmen. Diese Misswirtschaft nahm Graf Eberhard im Bart 1468 zum Anlass, eine neue Spitalordnung für das Heilig-Geist-Spital zu erlassen. Diese sah regelmäßige Betriebsprüfungen durch Landesbeamte und eine Besteuerung von Neuerwerbungen vor, obwohl das Spital formal nur den Delegierten des Mutterhauses in Rom verantwortlich und abgabepflichtig war. Seine Einmischung konnte er wie später Herzog Christoph mit der Stiftungsleistung seiner Vorväter rechtfertigen. Danach erfuhr das Spital ebenso wie die Stadt eine Blütezeit, die sich in zahlreichen, überwiegend vom Spitalmeister Johannes Betz veranlassten Baumaßnahmen niederschlug.
Betz wurde zudem unterstützt vom reichen Kaufmann und Vogt Philipp Volland, dessen prominent im Chor angebrachtes Wappen sein Mäzenatentum unterstreicht. Als Volland 1519 nach Herzog Ulrichs kurzfristiger Wiederkehr ins Exil entweichen musste, konnte er Teile seines Vermögens beim Spital und dem „Beginenklösterle“ „parken“, um sie der drohenden Enteignung durch die Interimsregierung des Schwäbischen Bunds zu entziehen. 
Permanenter Stachel im Fleisch war dagegen der Reformtheologe und Grüninger Stadtpfarrer Reinhard Gaißer, mit dem sich Betz nicht nur um die Rangfolge bei Prozessionen stritt, sondern auch um den Ablasshandel, den ihm Gaißer nicht nur aus moralisch-ethischen Gründen, sondern auch wegen mangelnder Rechtsgrundlage absprach. Letztlich mit Erfolg, weil der Erzbischof von Mainz diese Einkommensquelle exklusiv an sich zog, vorgeblich um den Bau des Petersdoms in Rom zu unterstützen und nebenbei seine Schuldenlast zu lindern. Bei Zuwiderhandlung drohte er 1517, die Ordensbrüder in Haft zu nehmen. Im Sinne Gaißers kritisierte Sebastian Frank in seiner 1531 erstellten Chronik das Gebaren der Ordensbrüder: „Sind große Herren und führen vom Bettel eine große Pracht in Gröningen.“

### Reformation und Übergang in städtische Hand
Nach der Reformation (1534) blieb das Spital zwar vorläufig von der Säkularisation ausgenommen, doch musste der Spitalmeister einen herzoglichen „Schaffner“ an seiner Seite dulden. Nach der Niederlage der Protestanten im Schmalkaldischen Krieg und dem folgenden Interim war die Ordensleitung nahe dran, das Spital wieder an sich zu ziehen. 1552 wollte der neue Herzog Christoph das Spital dann ganz in Beschlag nehmen, musste aber nach heftigen Protesten der lokalen Ehrbarkeit und insbesondere der einflussreichen und auf ihre Spitalstiftungen pochenden Familie Volland einem Vergleich zustimmen. Seither stand das Spital unter städtischer Verwaltung bei herzoglicher Oberaufsicht. Das Patronatsrecht der abhängigen Kirchen zog der Herzog an sich. Der Pfründnerbetrieb wurde zwar fortgesetzt, nach der Schlacht bei Nördlingen (1634) jedoch nach drastischen Zerstörungen und Bevölkerungsverlusten in der Stadt eingestellt.

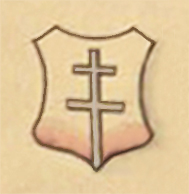
Städtisches Spitalwappen (1752)

### Abwicklung
Im 18. und 19. Jahrhundert war das Pfründhaus ein städtisches Armenhaus, das weiterhin aus den Erträgen des Spitalbesitzes finanziert wurde. Teile der nicht mehr benötigten baufälligen Sakralbauten wurden 1801 abgerissen. 1892 löste die Stadt die Spitalstiftung auf, führte aber weiterhin einen vom städtischen getrennten Haushalt, bis sie die Stelle des Spitalverwalters während der großen Inflation 1923 abschaffte.
Auch in städtischer Hand führte das Spital noch das Patriarchenkreuz des Spitalordens im Wappen und auf Grenzsteinen zur Kennzeichnung des Spitalbesitzes, dessen Größenordnung auf der „Außfeld-Karte“ von 1752 ersichtlich wird.

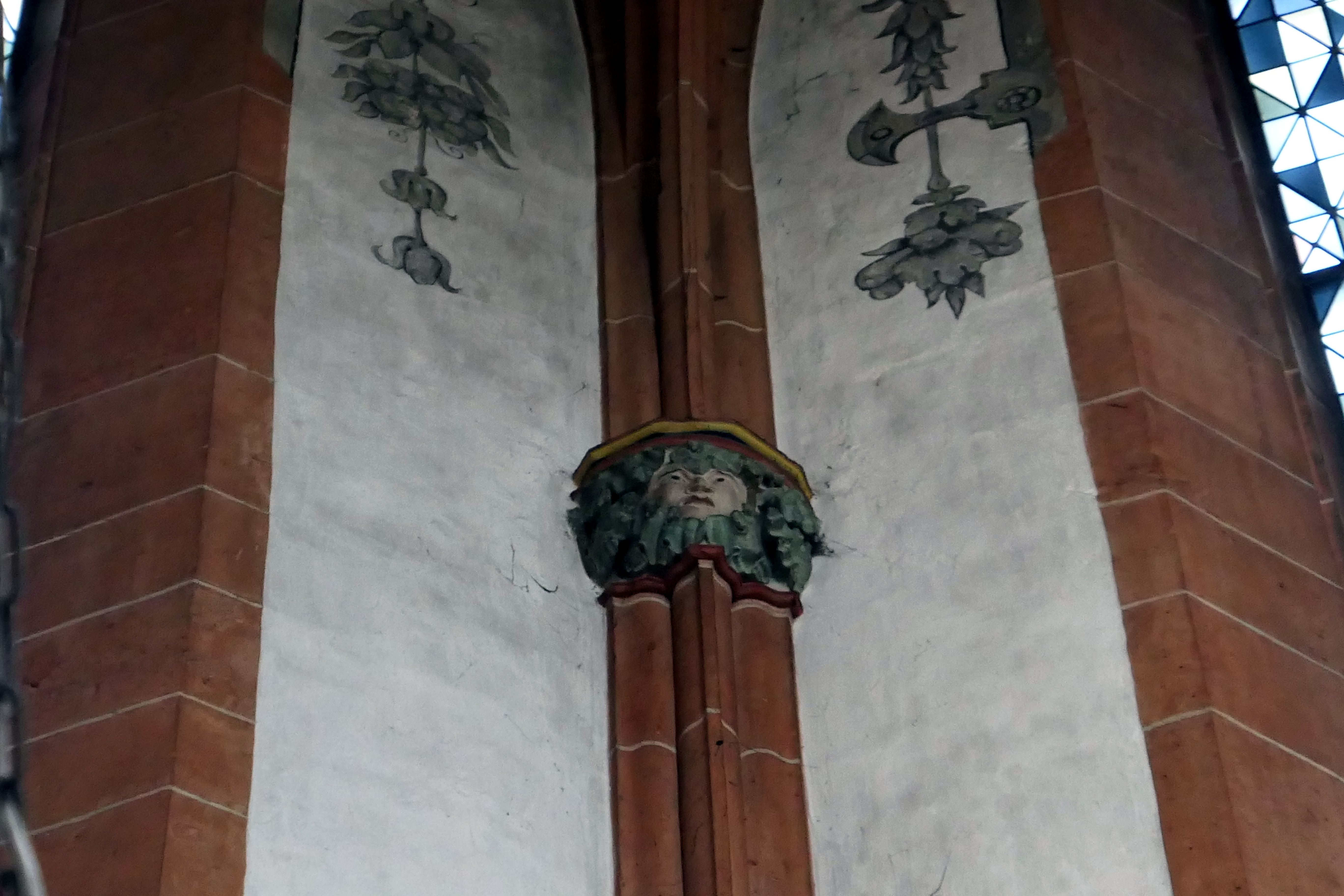
Blattmaske farbig Spitalkirche Chor

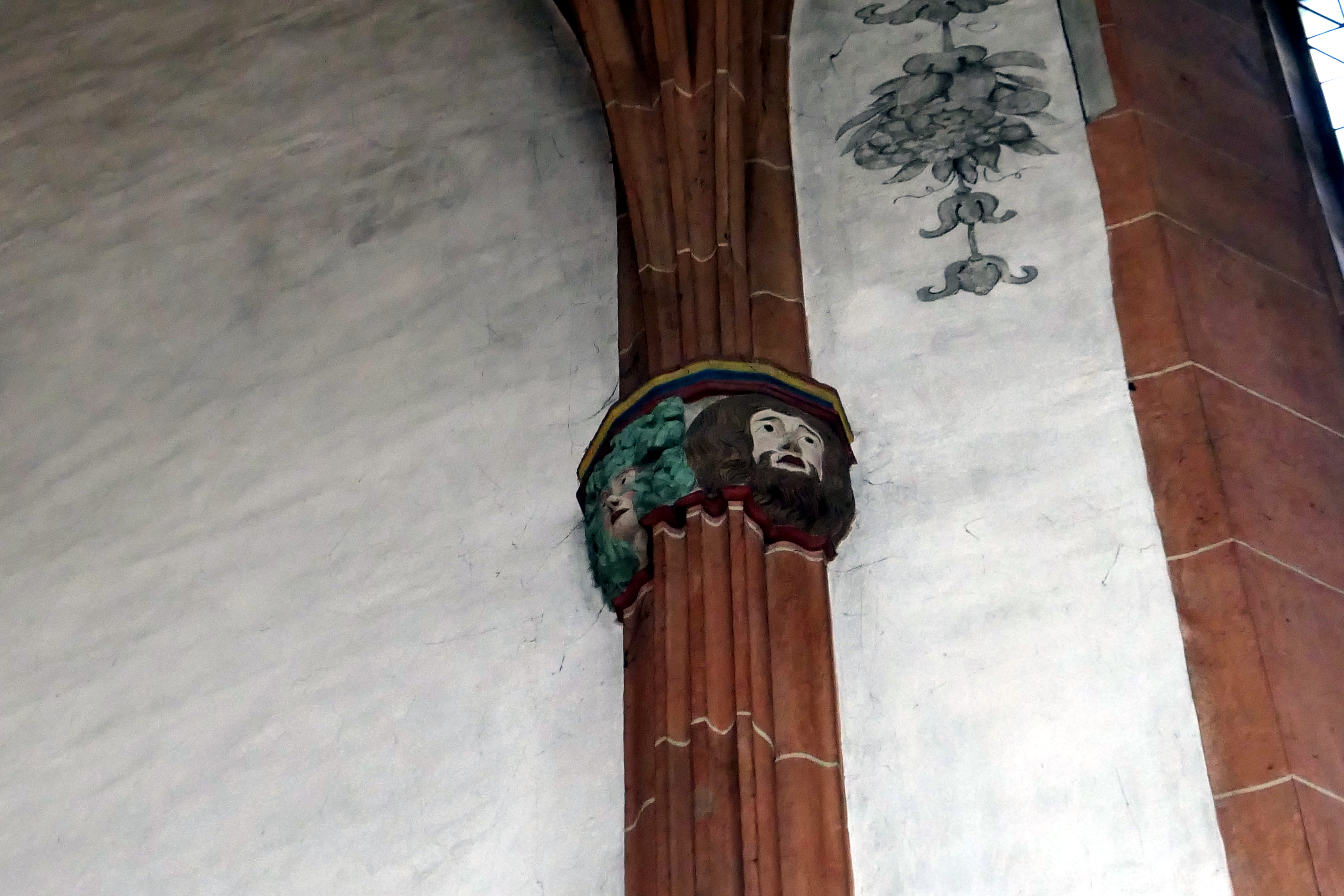
Maske Spitalkirche Chor ca. 1320

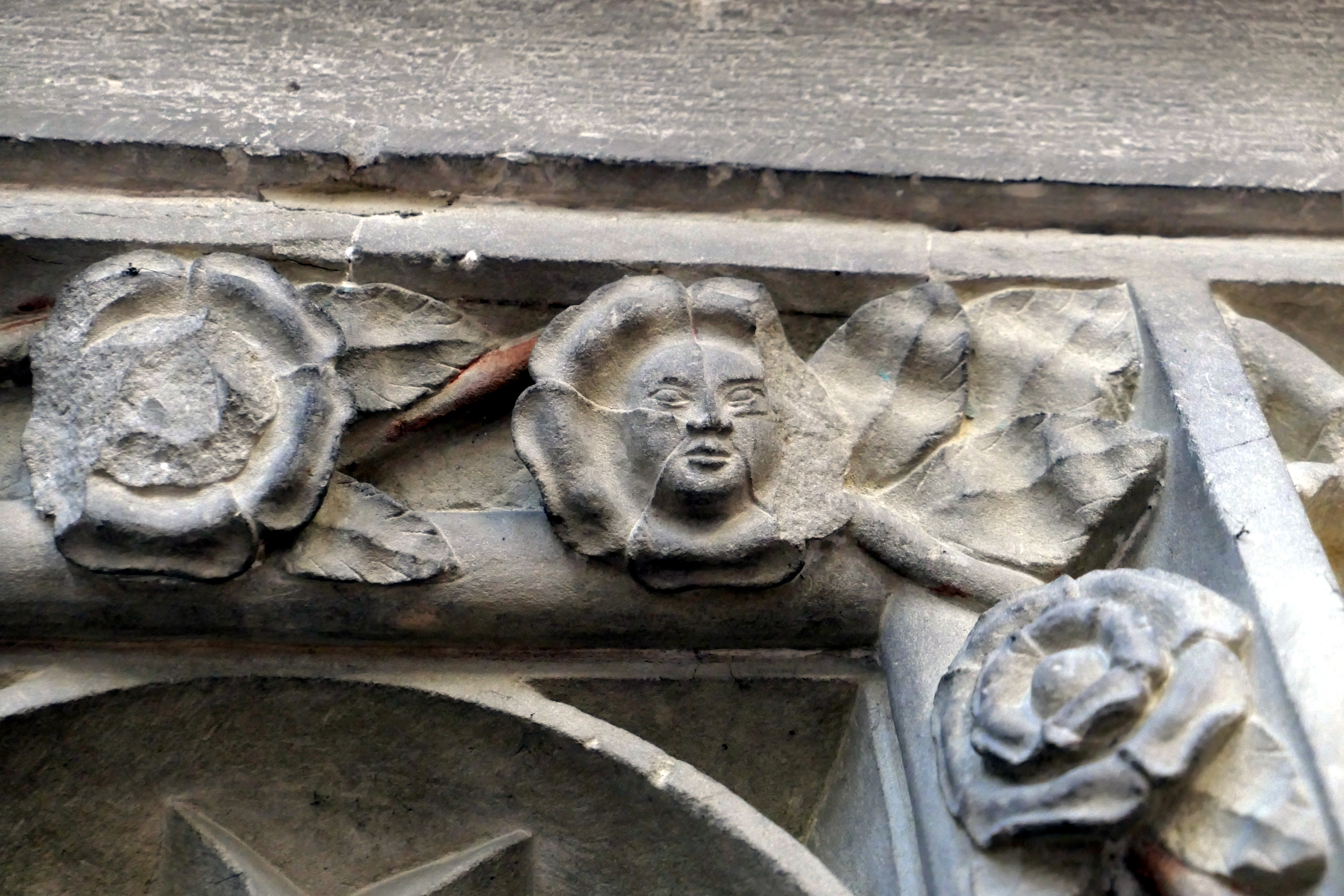
Blattmaske Chor Sediliennische aus der ersten Bauphase

## Spitalgebäude
Von den Spitalgebäuden sind außer Chor und Turm der Spitalkirche der bereits im 13. Jahrhundert existierende Spitalsaal (Vorhalle bzw. „Narthex“ der Spitalkirche), das 1509 errichtete Pfründnerhaus, der Spitalfruchtkasten, der Baukörper der außerhalb der Stadtmauer liegenden Sankt-Leonhard-Kapelle für die „Siechen“ sowie die Spitalmühle an der Glems erhalten geblieben. Der gotische Chor zeigt bauliche Besonderheiten, die auf eine Bauhütte vom Rhein schließen lassen. Die Kapitelle sind reich mit plastischem Bildwerk versehen. Blattmasken, Rankenwerk und Gesichter von ausgezeichneter bildhauerischer Qualität sind zu finden. Die ursprünglich farblich gestalteten Bildwerke wurden 2001 restauriert und erhielten wieder ihre Tönungen von rot, grün und fleischfarben. Die Steinmetzarbeiten wurden vermutlich in den ersten beiden Jahrzehnten des 14. Jahrhunderts angefertigt.

1488 ließ Spitalmeister Alexander Vetter den aufwendig gearbeiteten Roßstall am Nordende des Westflügels errichten. Spitalmeister Johannes Betz ließ 1508 das 1967 abgerissene „Heuhaus“ im Norden und 1512 den Kapellenanbau auf der Nordseite des Chores erbauen. Auch der daran anschließende Kirchturm wird ihm zugeschrieben. Außerdem erschloss er ein neues Areal westlich der Betzgasse und ließ hier 1526 einen Fruchtkasten, ein „Bindthaus“ und eine große Scheune an der Stadtmauer errichten.
Nach der Reformation wurde die Kirche überflüssig und im 18. Jahrhundert zunehmend baufällig. 1801 hat die Stadt das Kirchenschiff und den südlichen Kapellenanbau zum Abbruch freigegeben. Der mit dem „Pfründhaus“ verbundene Narthex (Vorhalle) und der gotische Chor blieben bestehen. Außerdem zeigt die Urflurkarte von 1830 noch Relikte nördlich des Kirchenschiffs, die ebenso wie der nach Norden weisende Bogenansatz am Narthex auf den ehemaligen Kreuzgang hinweisen dürften. Bauliche Anordnung und Proportionen des Sakralbereichs erinnern stark an das Kloster Maulbronn, das als Vorbild gedient haben könnte.
1967 wurden die erhaltenen Wirtschaftsgebäude des Spitals bis auf den Fruchtkasten jenseits der Betzgasse abgerissen und durch einen Wohnblock ersetzt. 1980 bis 1982 hat die Katholische Kirchengemeinde eine neue Spitalkirche mit transparentem Zeltdach anstelle des Anbaus aus den fünfziger Jahren erstellen lassen, die den gotischen Chor besser einbindet, den Bruch zum Narthex, dem heutigen Spitalsaal, jedoch bestehen lässt. Wann der östliche Anbau an das Pfründhaus (siehe Planausschnitt) abgerissen wurde, ist nicht dokumentiert.

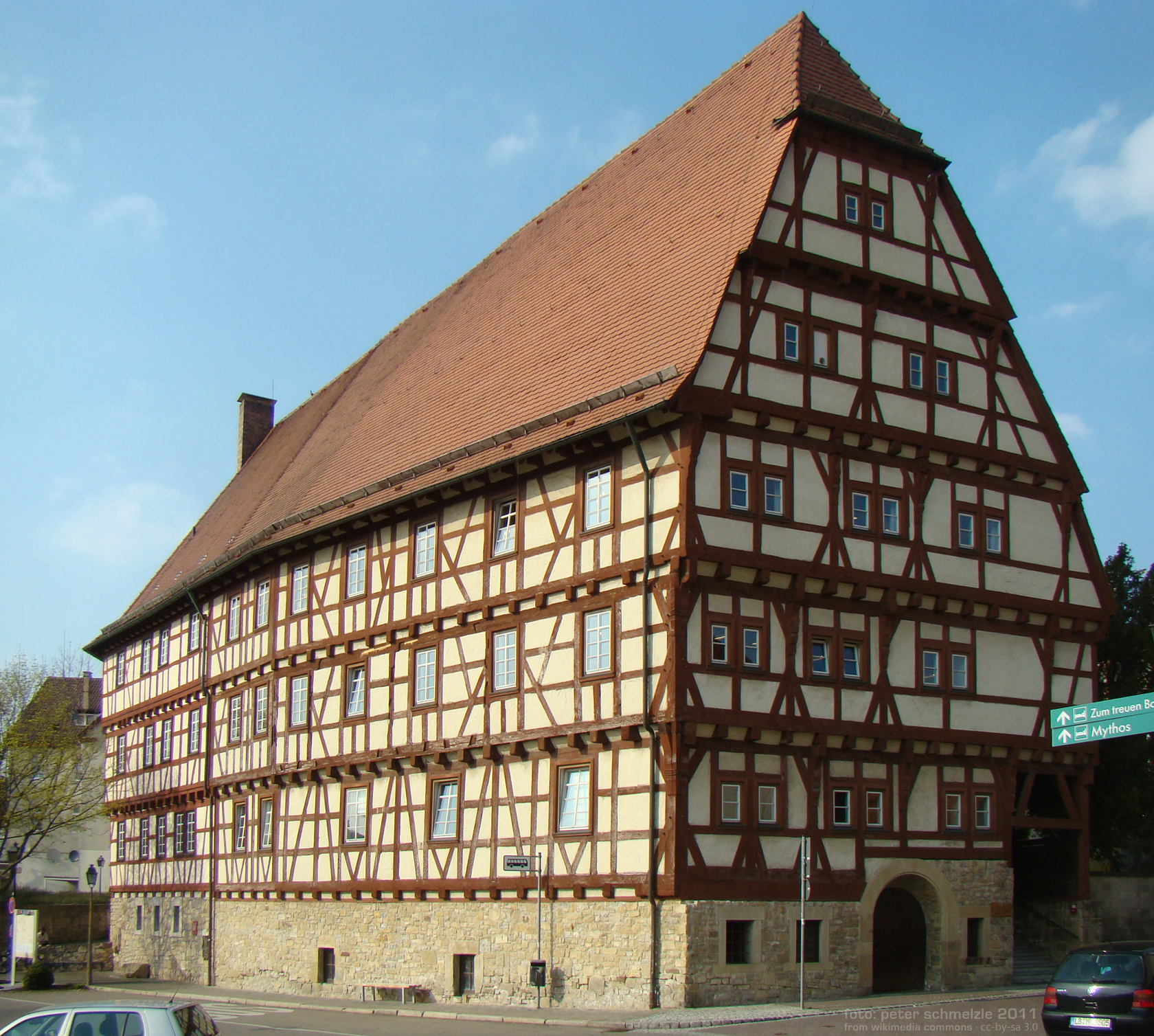
1509 von Spitalmeister Johannes Betz erbautes Pfründnerhaus
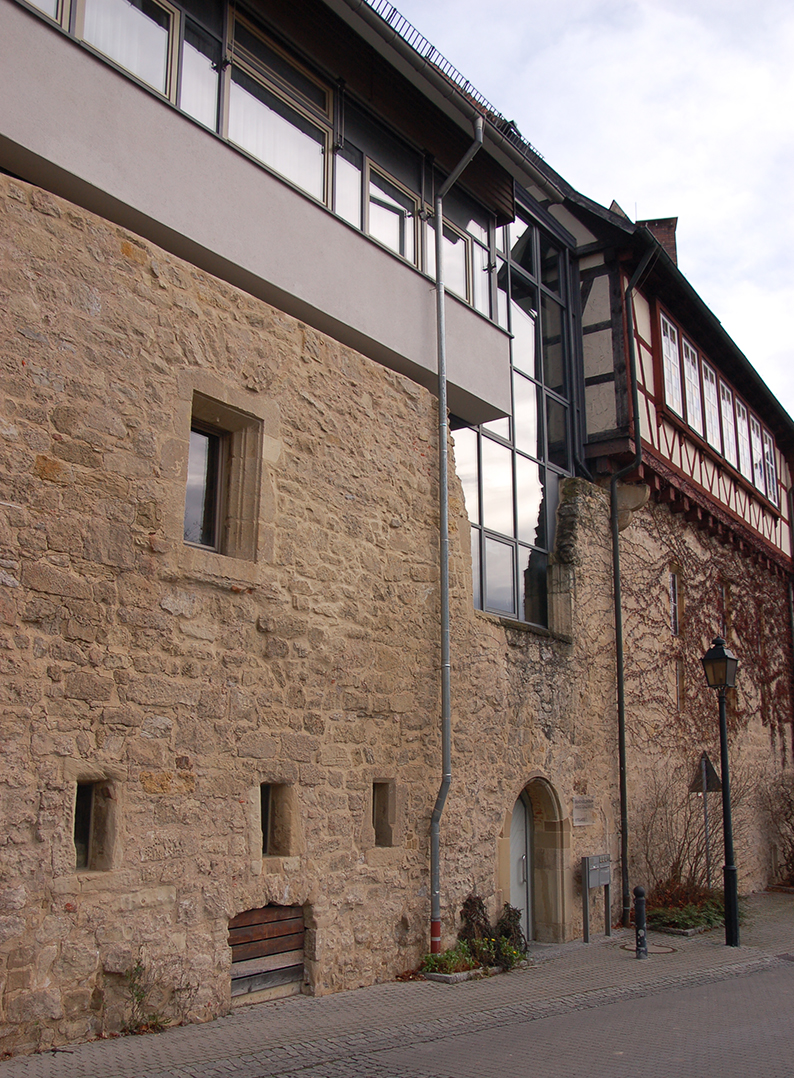
Kath. Gemeindezentrum und Sitzungssaal im ältesten Gebäudetrakt
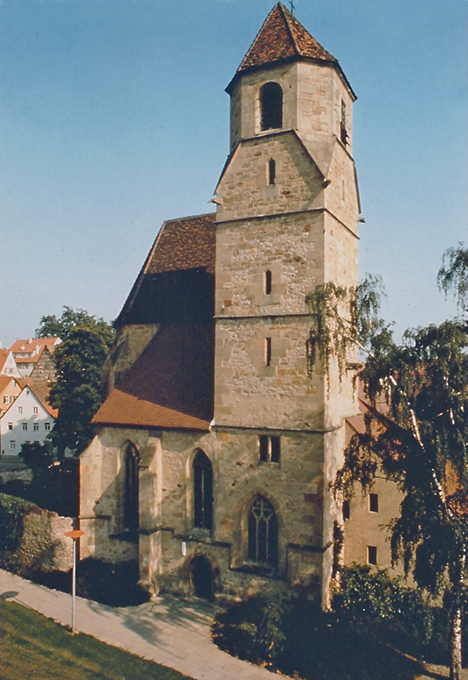
Turm und Chor nach dem Abbruch von Roßstall und Heuhaus (1970)
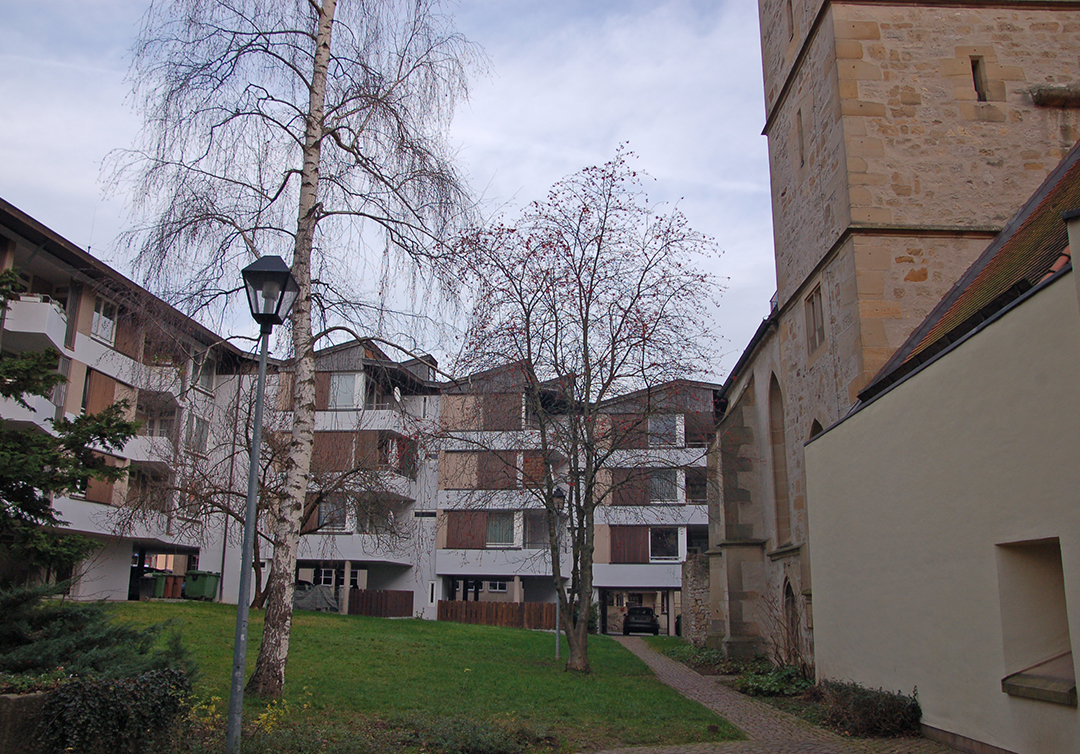
Wohnblocks anstelle von „Heu“- und „Waschhaus“, abgerissen 1967
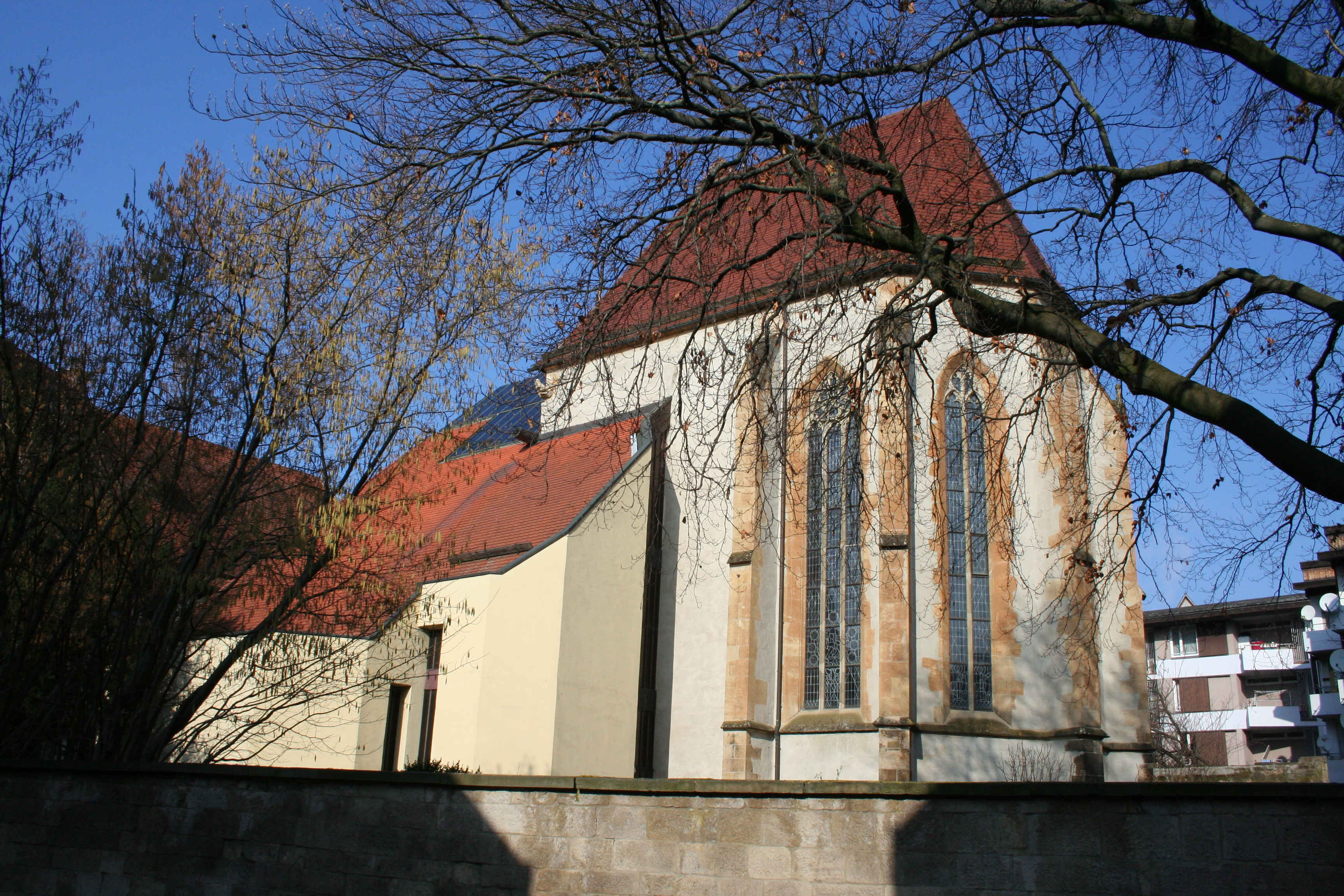
Südostansicht des gotischen Chors mit dem Neubau von 1982
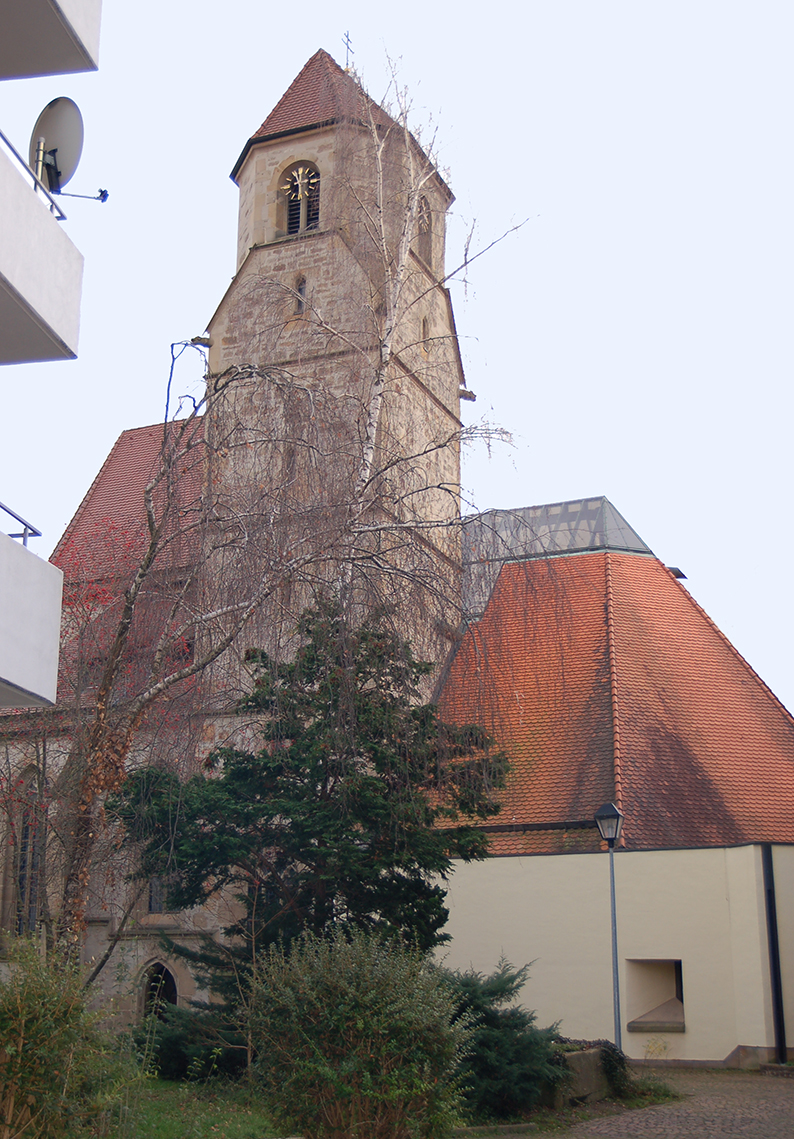
Nordseite der Spitalkirche mit transparentem Zeltdach (seit 1982)
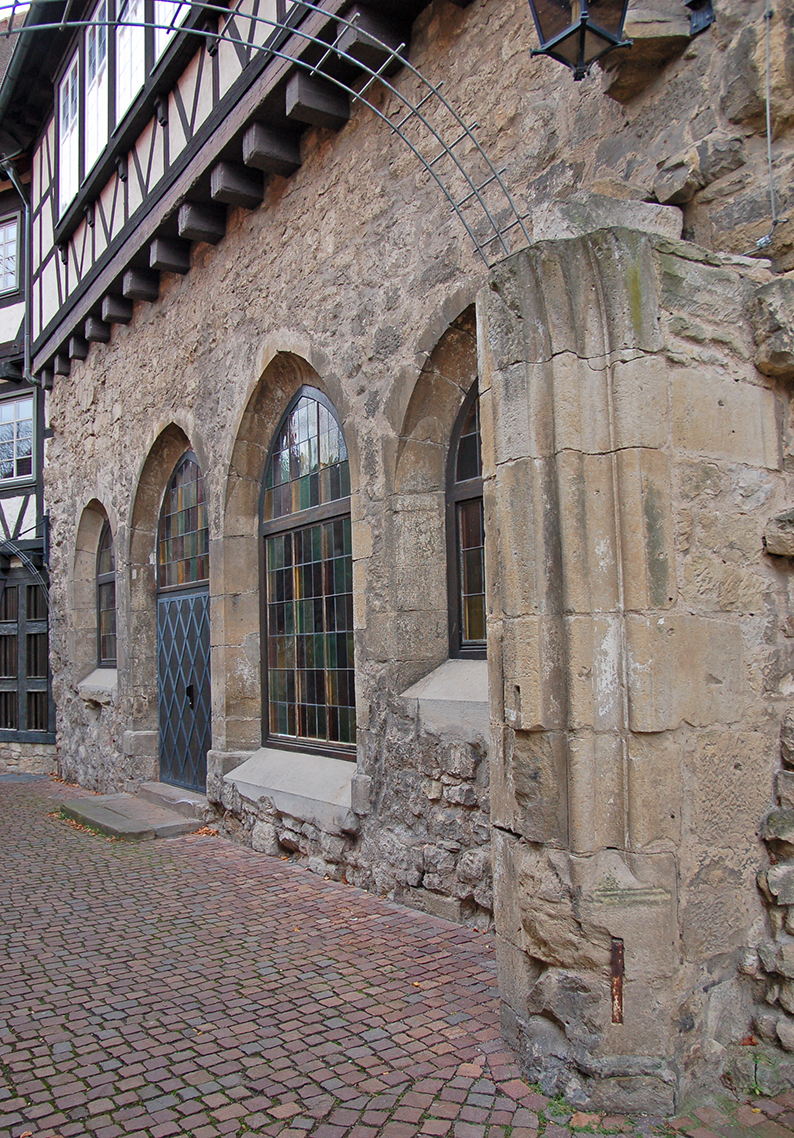
Hier ging es vom Kreuzgang ins Schiff und rechts in den Narthex
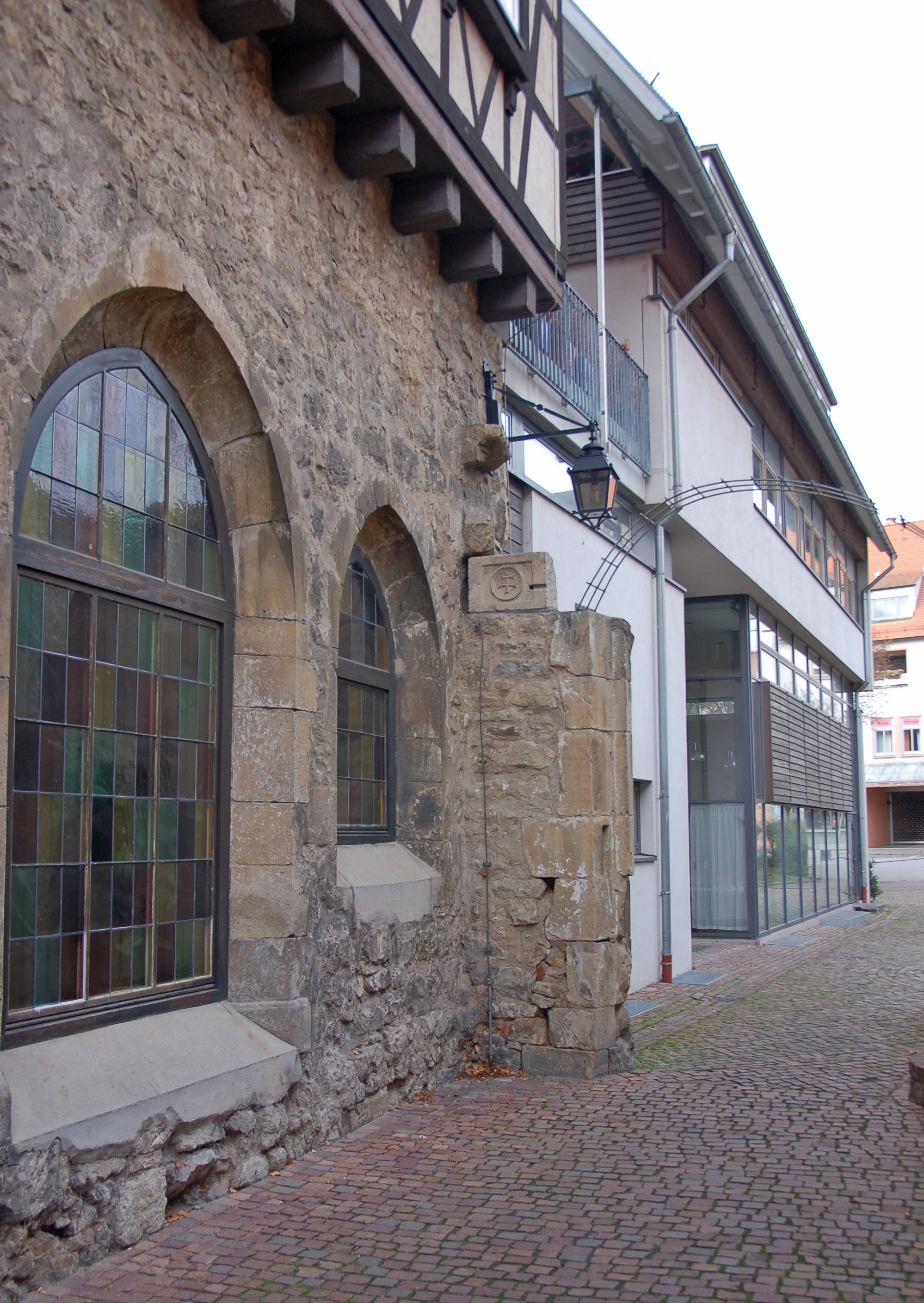
Nördlich vom Narthex steht heute das Katholische Gemeindezentrum
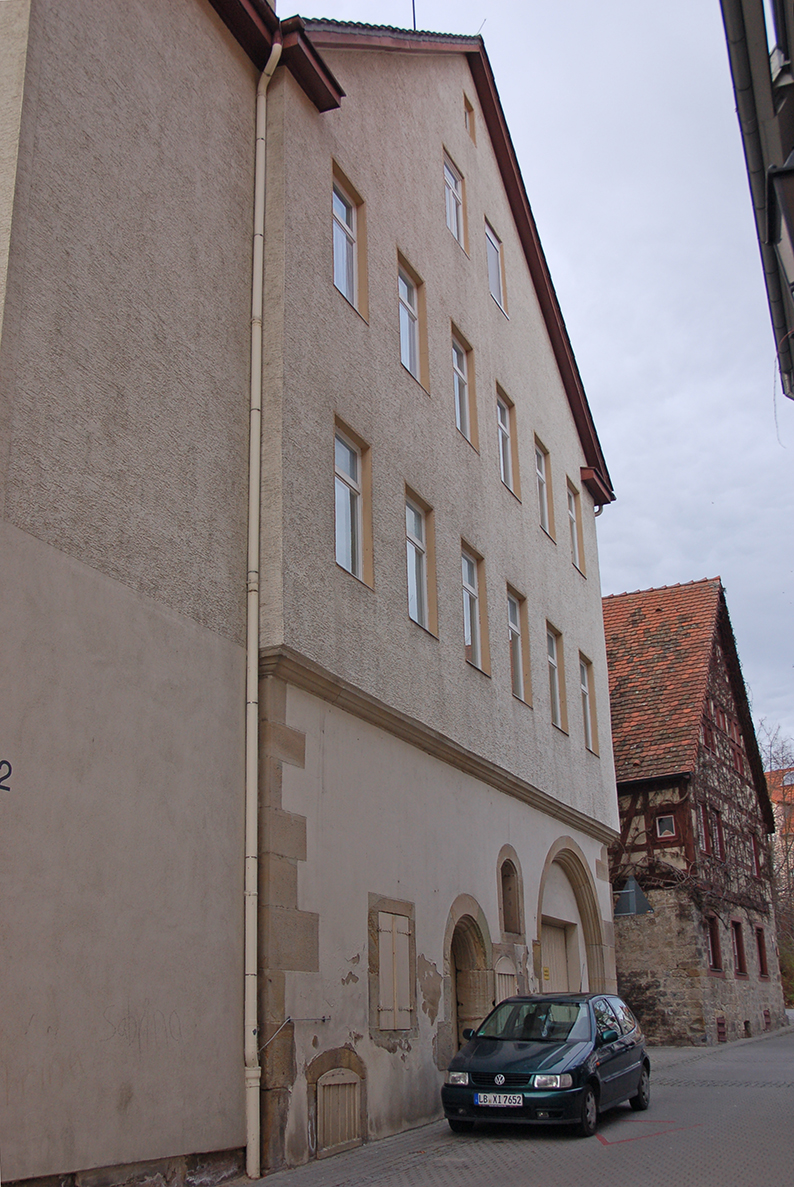
Ehemaliger Fruchtkasten, zudem vielleicht ein „Bindthaus“
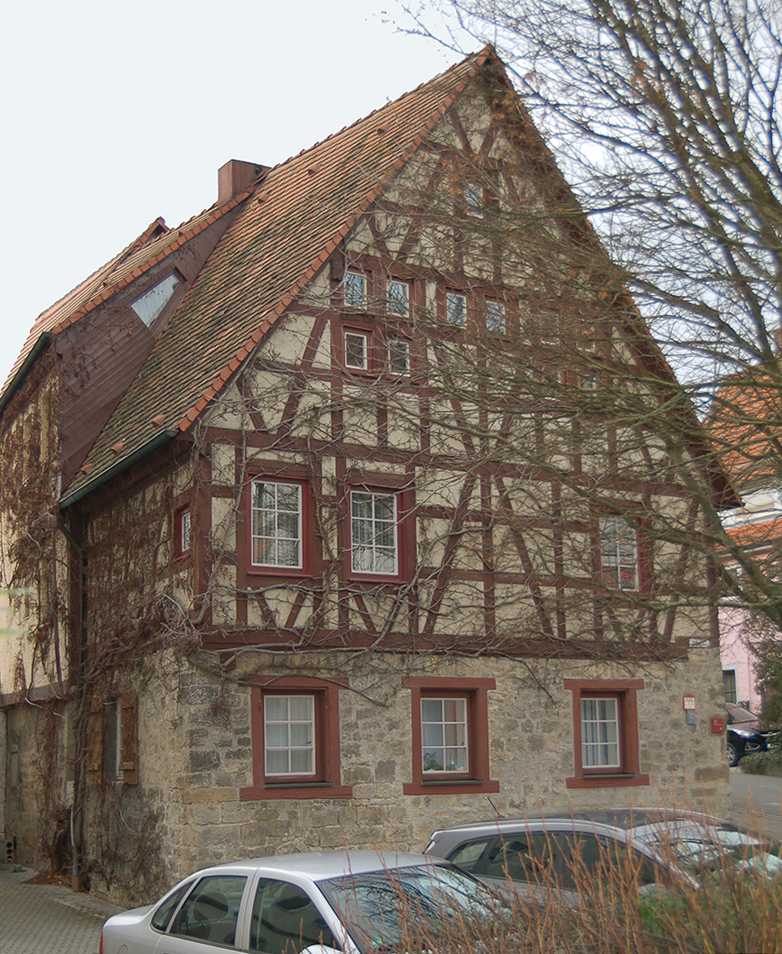
Die ehemalige Funktion dieses Hauses an der Betzgasse ist unbekannt
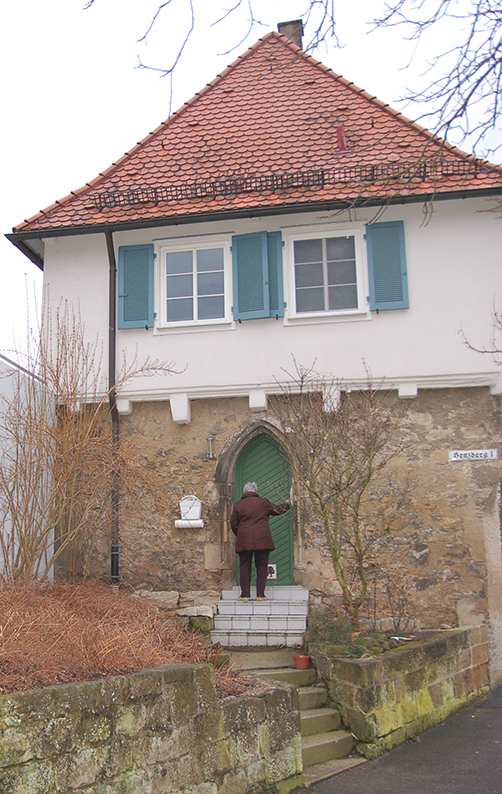
Einst die St.-Leonhard-Kapelle für die „Siechen“ außerhalb der Stadt
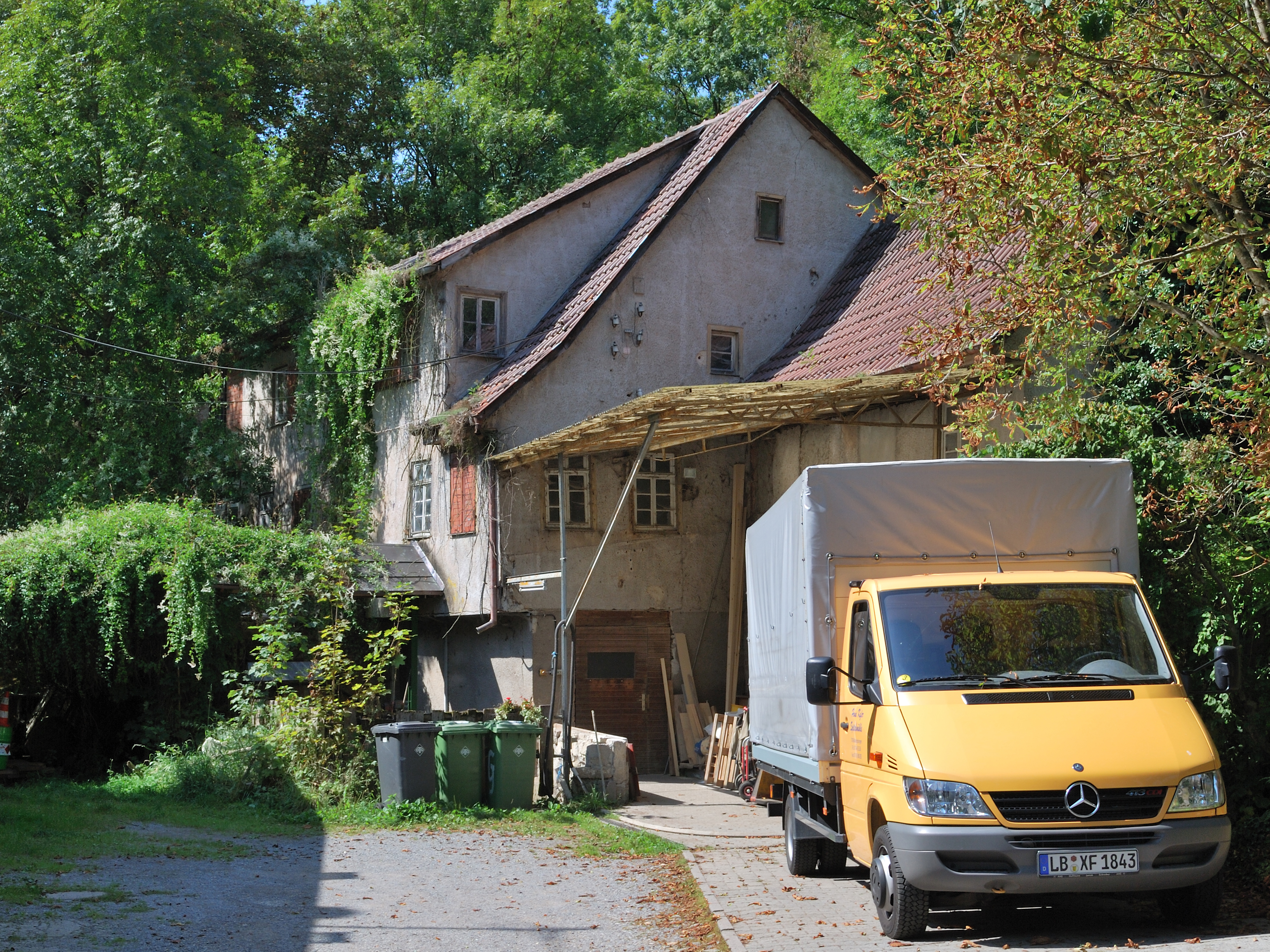
Die Spitalmühle im Glemstal erlebte viele Pächterwechsel

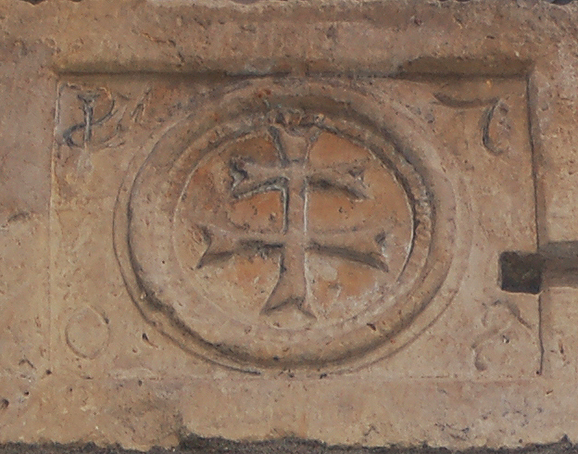
Wappen des Heilig-Geist-Ordens vom 1508 erstellten „Heuhaus“, heute auf dem Bogen-Relikt zum Kreuzgang

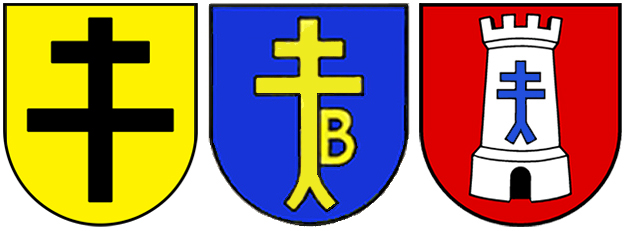
Das Ordenskreuz des Spitals wurde in die Wappen von Hochdorf an der Enz, Bissingen und Bietigheim-Bissingen übernommen.

## Spitalmeister
Folgende Spitalmeister sind durch Quellen belegt:
- Arnold (1306), noch unter Memminger Aufsicht
- Hermann (1317)
- Heinrich (1323), Beauftragter bei der Übergabe des Pforzheimer Spitals, zuvor Spitalmeister zu Wimpfen und Grüningen
- Hartmann (1347)
- Conrad Kasch (1396)
- Siegfried Metzler (1402, 1411[29])
- Heinrich von Hemmingen (1417–1427, 1429)
- Friedrich Binder aus Grüningen (1440)
- Friedrich aus Pforzheim (1444)
- Johann Gleser (1461)
- Friederich Doleator (1478–1482), mutmaßlich wegen Misswirtschaft des Amtes enthoben[30]
- Alexander Vetter (1484–1490)
- Michael Fischer aus Oberriexingen (1492–1499)
- Johannes Betz, Ursinus genannt (1507–1532), stellte das Spital trotz eingebüßter Privilegien neu auf
- Johannes Schanz (1532–1543)

## Weiterführende Informationen